# Thomas Grenville
Thomas Grenville, född 1755, död 1846, var en brittisk diplomat och politiker. Han var son till George Grenville. 
Grenville var 1780-1818 medlem af underhuset, utomordentligt sändebud i Paris 1782, i Wien 1794 och ambassadör i Berlin 1799. Åren 1806-07 var han medlem av sin brors ministär. Sitt stora bibliotek (över 20 000 band) testamenterade Grenville till British Museum.